# Senigaglia
I Senigaglia (o Sinigaglia come alcuni rami hanno deciso di chiamarsi più tardi negli anni) sono un'antica famiglia ebraica italiana, la cui esistenza può essere fatta risalire fino a quasi 800 anni, in quei tempi oscuri e nebulosi tra il Medioevo e il Rinascimento.

## Origini

### Un'origine spagnola
Una teoria indica un'origine spagnola, sull'ipotesi che la famiglia abbandonò la Spagna a causa dell'Inquisizione. Tuttavia, 22 anni prima del 1492 (anno dell'espulsione dalla Spagna) si era già stabilita in Italia, probabilmente a Senigallia. A parte l'incongruenza della data, sembra improbabile che delle famiglie che fuggivano dalla Santa Inquisizione e dal Vaticano, si stabilissero in una città governata praticamente dallo stesso Papa, sia che fosse Alessandro VI Borgia o Giulio II Della Rovere.

### Un'origine romana
Una teoria più ragionevole parla di un'origine romana.
Il quarto concilio Lateranense nel 1215 stabili quanto segue:
LXVII Circa l'usura dei Giudei
Più la religione cristiana frena l'esercizio dell'usura, tanto più gravemente prende piede in ciò la malvagità dei Giudei, così che in breve le ricchezze dei cristiani saranno esaurite. Volendo, pertanto aiutare i cristiani a sfuggire ai Giudei, stabiliamo con questo decreto sinodale che se in seguito i Giudei, sotto qualsiasi pretesto, estorcessero ai cristiani interessi gravi e smodati, sia proibito ogni loro commercio con i cristiani, fino a che non abbiano convenientemente riparato.
Così pure i cristiani, se fosse necessario, siano obbligati, senza possibilità di appello, con minaccia di censura ecclesiastica, ad astenersi dal commercio con essi.
Ingiungiamo poi ai principi di risparmiare a questo riguardo ai cristiani, cercando piuttosto di impedire ai Giudei di commettere ingiustizie tanto gravi.
Sotto minaccia della stessa pena, stabiliamo che i Giudei siano costretti a fare il loro dovere verso le chiese per quanto riguarda le decime e le offerte dovute, che erano solite ricevere dai cristiani per le case e altri possessi, prima che a qualsiasi titolo passassero ai Giudei, in modo che le chiese non ne abbiano alcun danno.

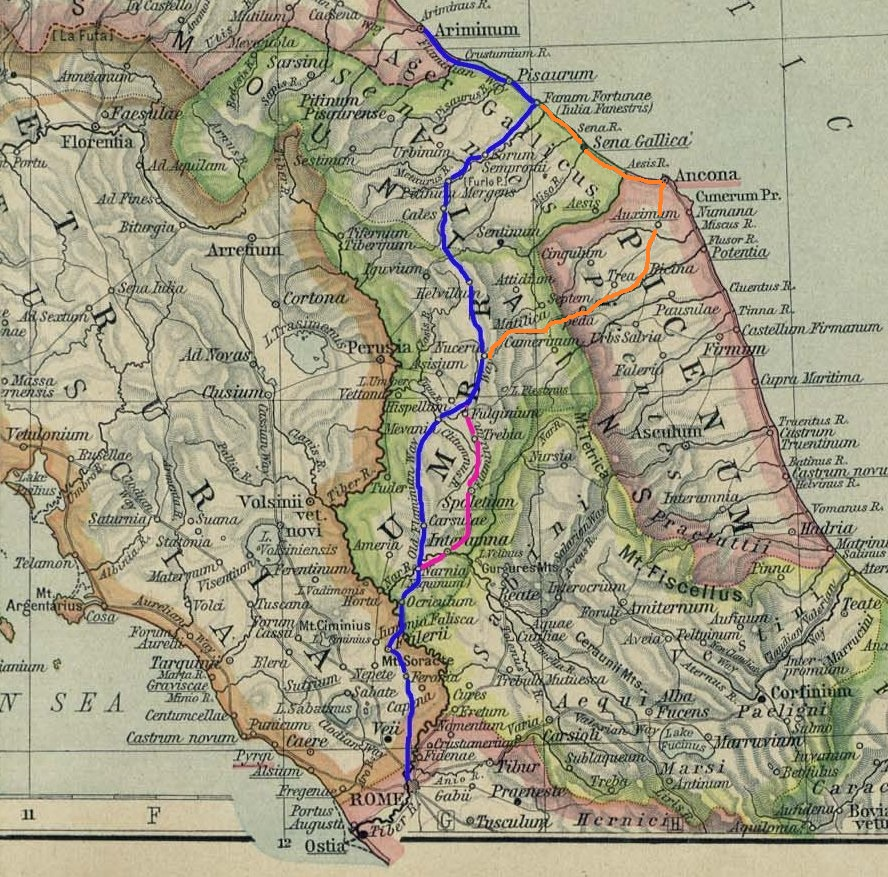
Via Salaria e Via Flaminia

Durante i secoli successivi un certo numero di famiglie ebree romane lasciò Roma o per loro decisione o incoraggiati dalla Chiesa per recarsi in varie città o villaggi allo scopo di aprire piccole banche feneratizie (allo scopo di sostituirsi ai cristiani in quegli affari).
Viaggiarono lungo la via Salaria o la via Flaminia portando con sé le loro abilità artigianali con i corrispondenti nomi di famiglia: Orefice, Tessitori, Tintori, Della Seta.

### Altre possibili origini
Gli ebrei aschenaziti arrivarono da paesi di lingua tedesca, dopo la peste nera del 1348 (che le comunità ebraiche furono accusate di provocare, con la conseguenza che molti ebrei furono bruciati vivi). Le persone e le famiglie che ebbero la fortuna di sopravvivere, si spostarono a Venezia e ad Ancona, probabilmente perché la vicinanza del mare le faceva sentire più sicure.
Gli ebrei sefarditi (la parola deriva da “Spagna”, Sepharad in ebraico) espulsi dalla Spagna nel 1492, iniziarono una lunga migrazione che, attraverso il Portogallo e i paesi del Nord Europa, li portò a Livorno e successivamente nelle Marche, nel sedicesimo secolo.

## Arrivo a Senigallia

### Storia di Senigallia
- 1306: la città fu conquistata da Pandolfo Malatesta
- 1355-57: il cardinale Albornoz ottenne il ritorno del possedimento al Vaticano
- 1445: I Papi Eugenio IV e Nicola V confermano il possedimento come vicario a Sigismondo Pandolfo Malatesta[2]
- 1459: Proprietà esclusiva della Chiesa a seguito di un debito dei Malatesta
- 1462-64: governo di Antonio Piccolomini e quindi ritorno alla Chiesa
- 1474: donata da Papa Sisto IV a suo nipote Giovanni Della Rovere, che divenne Signore di Senigallia e Vicario di Mondavio, restò alla famiglia Della Rovere fino al 1631. Leggi contro gli ebrei.
- 1493: Giovanni Della Rovere creò la Fiera di S. Francesco
- Marzo 1502: Papa Alessandro VI conferma l'investituta al figlio dodicenne di Giovanni, Francesco Maria I Della Rovere
- 31 dicembre 1502: Cesare Borgia, duca di Valentinois, invade la città
- 31 ottobre 1503: Giuliano Della Rovere viene eletto Papa col nome di Giulio II: Cesare Borgia viene imprigionato e Francesco Maria I riottiene il controllo della città. Imposizione del segno giallo agli ebrei.

Come conseguenza della marginalizzazione della comunità ebraica, molte famiglie ebree lasciano Roma ne XII, XIV e XV secolo per raggiungere villaggi e città nelle Marche. Un elenco non completo include: Ancona, Ascoli, Barchi, Belforte, Cagli, Camerino, Cingoli, Corinaldo, Fano, Jesi, Macerata, Mondolfo, Mombaroccio, Montefiore, Osimo, Pergola, Perugia, Pesaro, Recanati, Rimini, Tolentino e Urbino.

### I tre rami

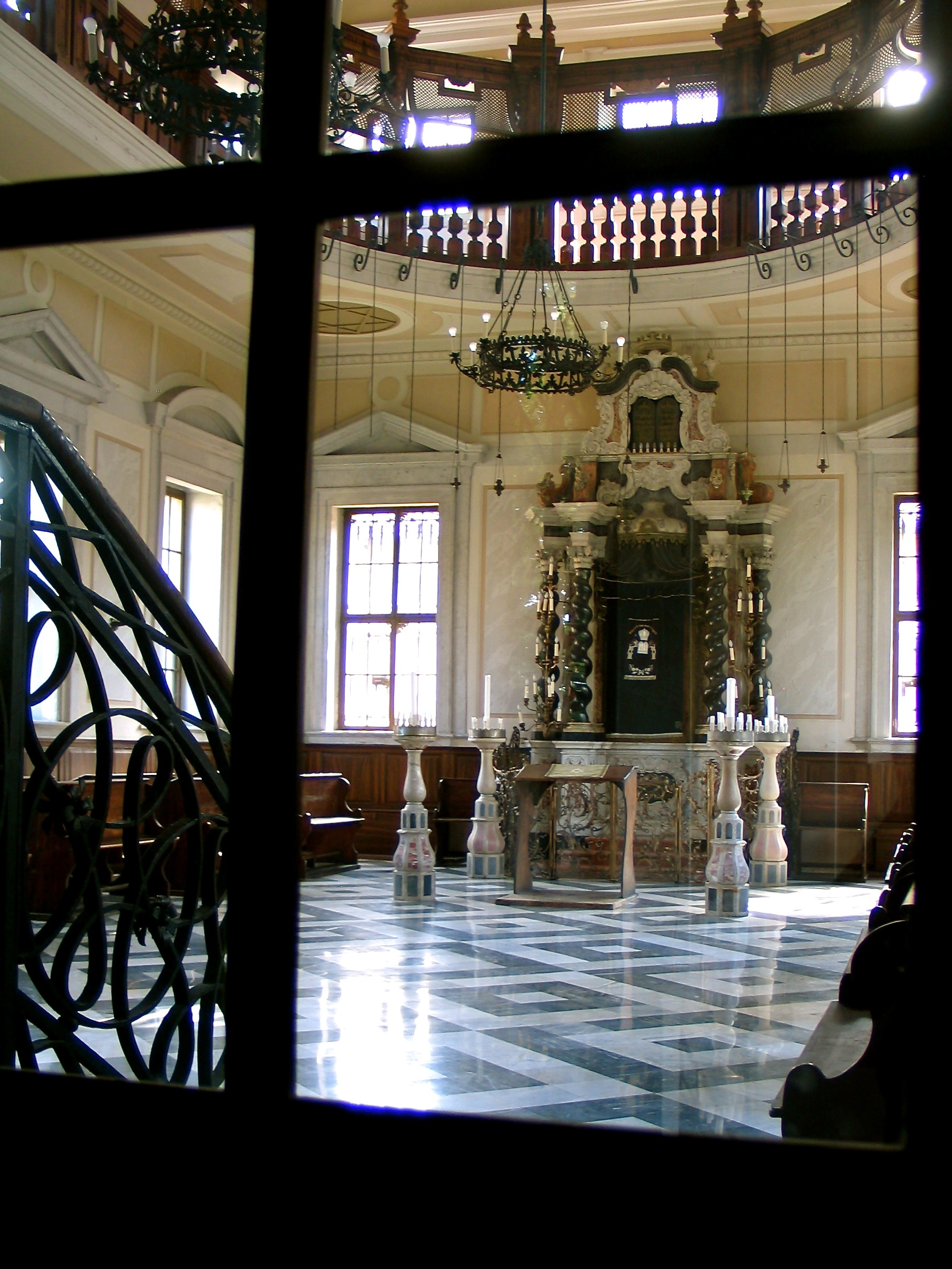
Interno della Sinagoga di Gorizia. Per gentile concessione dell'autore, Elisabetta Loricchio, Presidente dell'Associazione "Amici d'Israele- Gorizia"

Tra queste famiglie, Leucius portò la sua a raggiungere Senigallia e vi si installò. Leucius nacque probabilmente attorno al 1359 EV e non è noto quando lasciò Roma per raggiungere la sua nuova città. Alla fine del quindicesimo secolo, la famiglia lascio' Senigallia per trovare luoghi dove la vita fosse meno pericolosa.
Un gruppo raggiunse Mantova (Daniel e Isac da Senigallia, banchieri alla Volta Mantovana) mentre un altro gruppo condotto da H'anna'el Graziadio arrivò prima a Modena e in seguito a Scandiano, a quei tempi un piccolo paese non lontano da Modena e sottoposto al Duca di Ferrara.

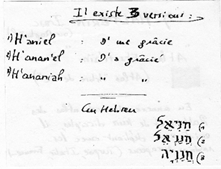
Corrispondenza del nome Graziadio col nome H'anna'el

Qui ricominciarono le loro attività feneratizie e si riformarono una confortevole situazione finanziaria, che incluse tra l'altro una casa, una scuola e la Sinagoga.
Nel 1656 vendettero ogni cosa alla famiglia Almansi, che arrivò a Scandiano dalla Spagna, e i Senigaglia abbandonarono Scandiano.
Da questo momento la famiglia si divide in tre rami:
- il primo rientrò a Modena e in seguito tornerà a Senigallia[6]: cambiarono il loro nome in Sinigaglia dal precedente Senigaglia
- il secondo ramo si stabilì a Lugo dove divennero ricchi mercanti e famosi orefici. Anche loro si cambiarono il nome in Sinigaglia.[7]
- il terzo ramo, guidato da Baruch (Benedetto) Senigaglia[8] si stabilì a Gorizia, una bella cittadina a 40 chilometri a nord di Trieste.[9]

## Stemmi

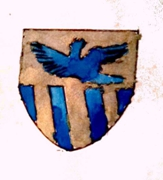
Stemma del ramo di Lugo

Sono noti 2 stemmi familiari: il primo del ramo di Lugo: un'aquila azzurra che vola in un cielo d'argento.

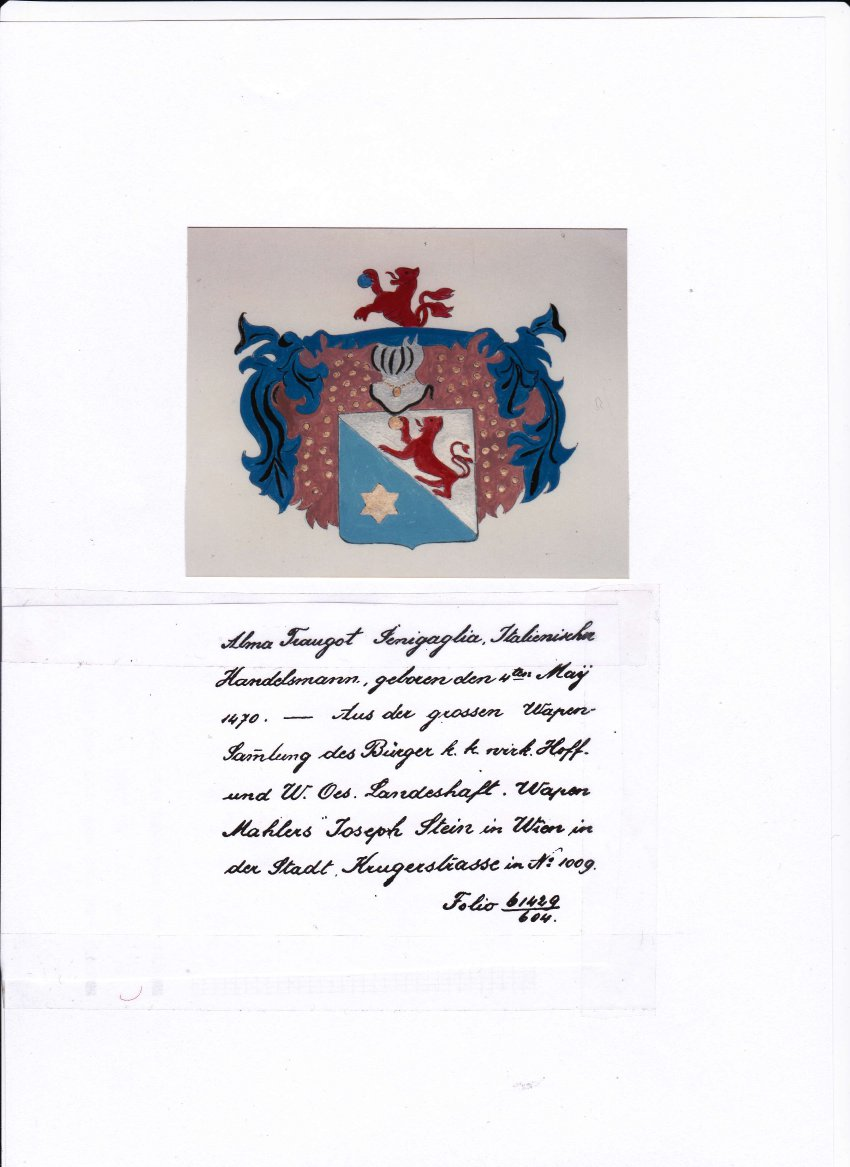
Stemma del ramo di Gorizia

Il secondo è del ramo di Gorizia. Le monete d'oro visibili sul mantello rosso costituiscono una leggenda familiare: sarebbero state prestate a Napoleone e mai restituite. In cambio del prestito, l'Imperatore avrebbe concesso il diritto di esporle sullo stemma, fino alla restituzione del prestito.

## Personaggi di rilievo
- Izchak ben Avigdor da Senigallia (1491), banchiere alla Volta Mantovana
- Abraham Senigallia(1632), banchiere alla Volta Mantovana
- Israel Jacob Senigallia, professore di chirurgia alla scuola medica di Mantova (1751-1752)
- Abraham Salomon Senigallia (1715) è uno dei tre capi di Hadashim labakarim (per gli studi sacri)
- Solomon Jedidiah Sinigaglia fu rabbino e mohel a Scandiano nel 1639. Più tardi si trasferì a Modena.[12]
- Abraham Vita Sinigaglia: rabbino di Modena nella prima metà del XVIII secolo[12]
- Solomon Jedidiah Sinigaglia: rabbino a Modena nel XVIII secolo[12]
- Moises Elijah Sinigaglia (1763-1849) rabbino a Modena[12]
- Graziadio Ghedalia Sinigaglia da Lugo. Famoso orefice
- Isaac Sinigaglia, ultimo rabbino a Lugo
- Jacob Senigaglia a Gorizia: vinse una causa in tribunale contro l'Impero austriaco per ottenere il diritto di proprietà di case e terre fuori dal Ghetto
- Isaac Senigaglia in Gorizia: banchiere e commerciante di seta
- Gilberto Senigaglia in Trieste, medico ginecologo e esponente socialista[13]
- Oscar Sinigaglia. Fondatore dell'industria siderurgica italiana[14]